# Along Came Ruth
Along Came Ruth è un film muto del 1924 diretto da Edward F. Cline. La sceneggiatura si basa su Along Came Ruth, a Comedy in Three Acts di Holman Francis Day, adattamento in inglese dell'originale La Demoiselle de Magasin di Jean Francois Fonson.

## Trama
Nella cittadina di Action, nel Maine, giunge Ruth Ambrose: la ragazza trova una sistemazione affittando una stanza sopra il negozio di Israel Hubbard. Prendendo in gestione il locale, Ruth inizia non solo una brillante carriera ma trova anche l'amore.

## Produzione
Il film fu prodotto dalla Metro-Goldwyn Pictures Corporation.

## Distribuzione
Il copyright del film, richiesto dalla Metro-Goldwyn Pictures, fu registrato il 12 agosto 1924 con il numero LP20501. Distribuito dalla Metro-Goldwyn Pictures Corporation, uscì nelle sale cinematografiche USA il 3 novembre 1924. In Portogallo, fu distribuito il 2 marzo 1925 con il titolo Noiva para Dois, in Finlandia, il 7 giugno 1926.
Non si conoscono copie ancora esistenti della pellicola che viene considerata presumibilmente perduta.